# Slag bij Greenbrier River
De Slag bij Greenbrier River vond plaats op 3 oktober 1861 in Pocahontas County, Virginia (nu West Virginia) tijdens de Amerikaanse Burgeroorlog. Deze veldslag staat ook bekend als de Slag bij Camp Bartow.
Tijdens de nacht van 2 oktober op 3 oktober stuurde brigadegeneraal Joseph J. Reynolds twee brigades vanuit Cheat Mountain om de Zuidelijke posities bij Camp Bartow te verkennen. De Zuidelijke wachtposten werden overrompeld. Reynolds beschoot daarna Camp Bartow. Na verschillende vuurgevechten en een mislukte poging om de Zuidelijke rechterflank te keren, trok Reynolds zich terug naar Cheat Mountain.

## Bron
- National Park Service - Greenbrier River